# Прем'єр-міністр Угорщини
Прем'єр-міністр Угорщини (угор. miniszterelnök) — посада Голови Кабінету Міністрів в Угорщині. Очолює виконавчу владу в країні.
Прем'єр-міністр обирається парламентом за пропозицією президента республіки. Зазвичай прем'єр-міністром призначається лідер партії, яка отримала на виборах більшість місць в парламенті. Якщо жодна партія не має більшості місць в парламенті, то уряд намагається сформувати лідер найбільшої партії.
Посада прем'єр-міністра Угорщини була заснована у 1848 році. 17 березня 1848 король Фердинанд V призначив Лайоша Баттяні першим прем'єр-міністром країни.
Станом на 24 липня 2025 року чинним прем'єр-міністром Угорщини є Віктор Орбан.

## Список з 1989
| №                               | №  | Фото | Прізвище                   | Початок повноважень | Завершення повноважень                   | Партія                               | Примітки |
| ------------------------------- | -- | ---- | -------------------------- | ------------------- | ---------------------------------------- | ------------------------------------ | -------- |
| Прем'єр-міністр Угорщини з 1989 |    |      |                            |                     |                                          |                                      |          |
|                                 | —  |      | Міклош Немет (нар. 1948)   | 23 жовтня 1989      | 23 травня 1990                           | Угорська соціалістична партія        |          |
|                                 | 53 |      | Йожеф Анталл (1932—1993)   | 23 травня 1990      | 12 грудня 1993 (помер в своєму кабінеті) | Угорський демократичний форум        | [ 1 ]    |
|                                 | 54 |      | Петер Борошш (нар. 1928)   | 12 грудня 1993      | 15 липня 1994                            | Угорський демократичний форум        | [ 2 ]    |
|                                 | 55 |      | Дьюла Горн (1932—2013)     | 15 липня 1994       | 8 липня 1998                             | Угорська соціалістична партія        | [ 3 ]    |
|                                 | 56 |      | Віктор Орбан (нар. 1963)   | 8 липня 1998        | 27 травня 2002                           | Фідес — Угорський громадянський союз | [ 4 ]    |
|                                 | 57 |      | Петер Медьєші (нар. 1942)  | 27 травня 2002      | 29 вересня 2004 (відставка)              |                                      | [ 5 ]    |
|                                 | 58 |      | Ференц Дюрчань (нар. 1961) | 29 вересня 2004     | 14 квітня 2009 (відставка)               | Угорська соціалістична партія        | [ 5 ]    |
|                                 | 59 |      | Гордон Байнаї (нар. 1968)  | 14 квітня 2009      | 29 травня 2010                           |                                      | [ 6 ]    |
|                                 | 60 |      | Віктор Орбан (нар. 1963)   | 29 травня 2010      |                                          | Фідес — Угорський громадянський союз | [ 7 ]    |

## Живі колишні Прем'єри
| Прем'єр-міністр | термін    | Дата народження           |
| --------------- | --------- | ------------------------- |
| Міклош Немет    | 1988–1990 | 24 січня 1948 (77 років)  |
| Петер Борошш    | 1993–1994 | 27 серпня 1928 (96 років) |
| Петер Медьєші   | 2002–2004 | 19 жовтня 1942 (82 роки)  |
| Ференц Дюрчань  | 2004–2009 | 4 червня 1961 (64 роки)   |
| Гордон Байнаї   | 2009–2010 | 5 березня 1968 (57 років) |